# 伏尔加格勒中央体育场
伏尔加格勒中央体育场（羅馬化：Tsentralny Stadion）是俄罗斯伏尔加格勒一座已经拆除的体育场，拆除前是伏尔加格勒转子足球俱乐部的主场。中央体育场建于1962年，2002年重修。为承办2018年國際足協世界盃，伏尔加格勒中央体育场被拆除，原址新建伏爾加格勒競技場。